# Reserva nacional de fauna andina Eduardo Avaroa

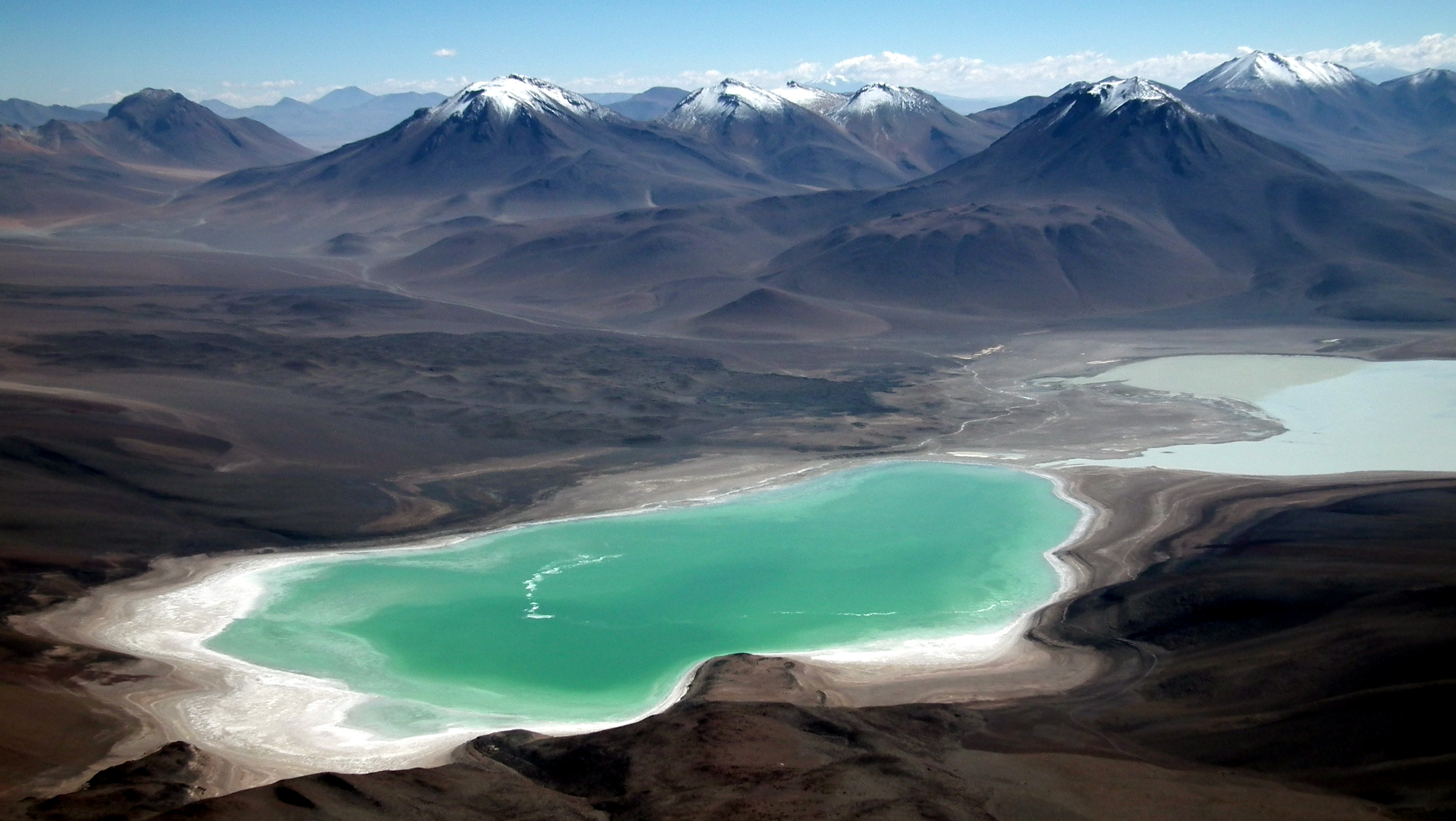
Llacuna verda vista des del cim del volcà Licancabur.

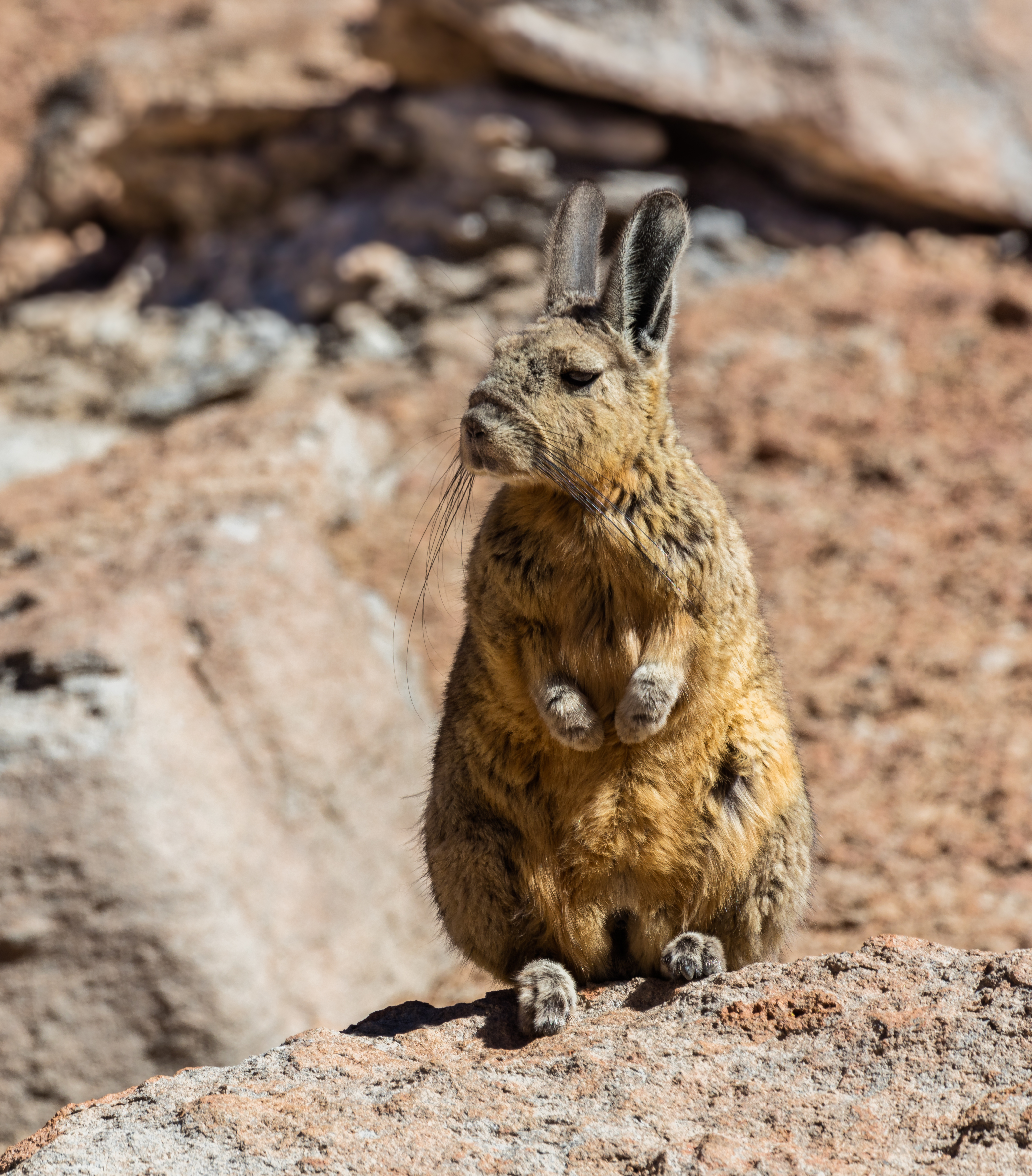
Exemplar de Vizcacha de la Serra (Lagidium viscacia) en el desert de Siloli.

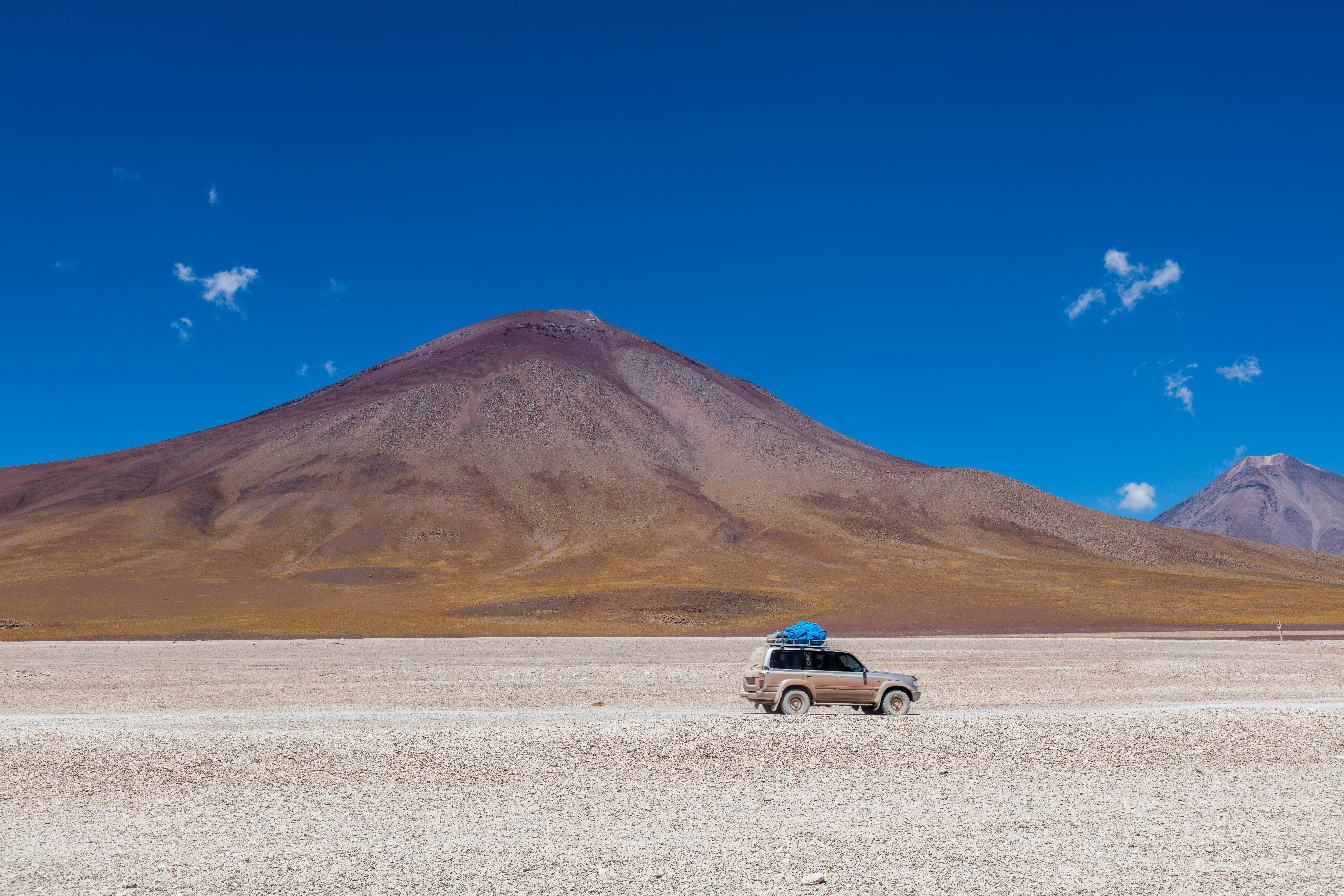
Volcà Licancabur.

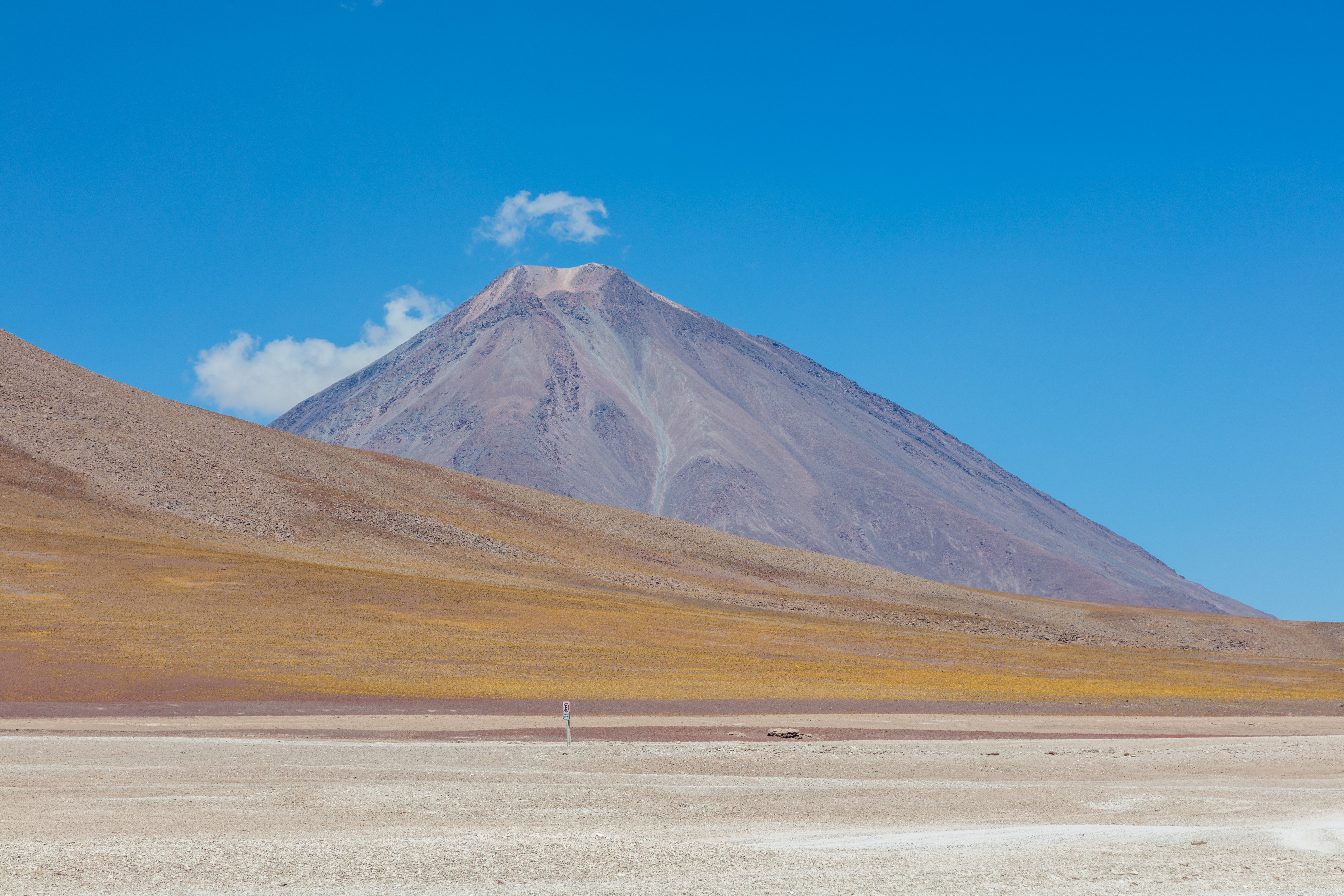
Volcà Sairecabur.

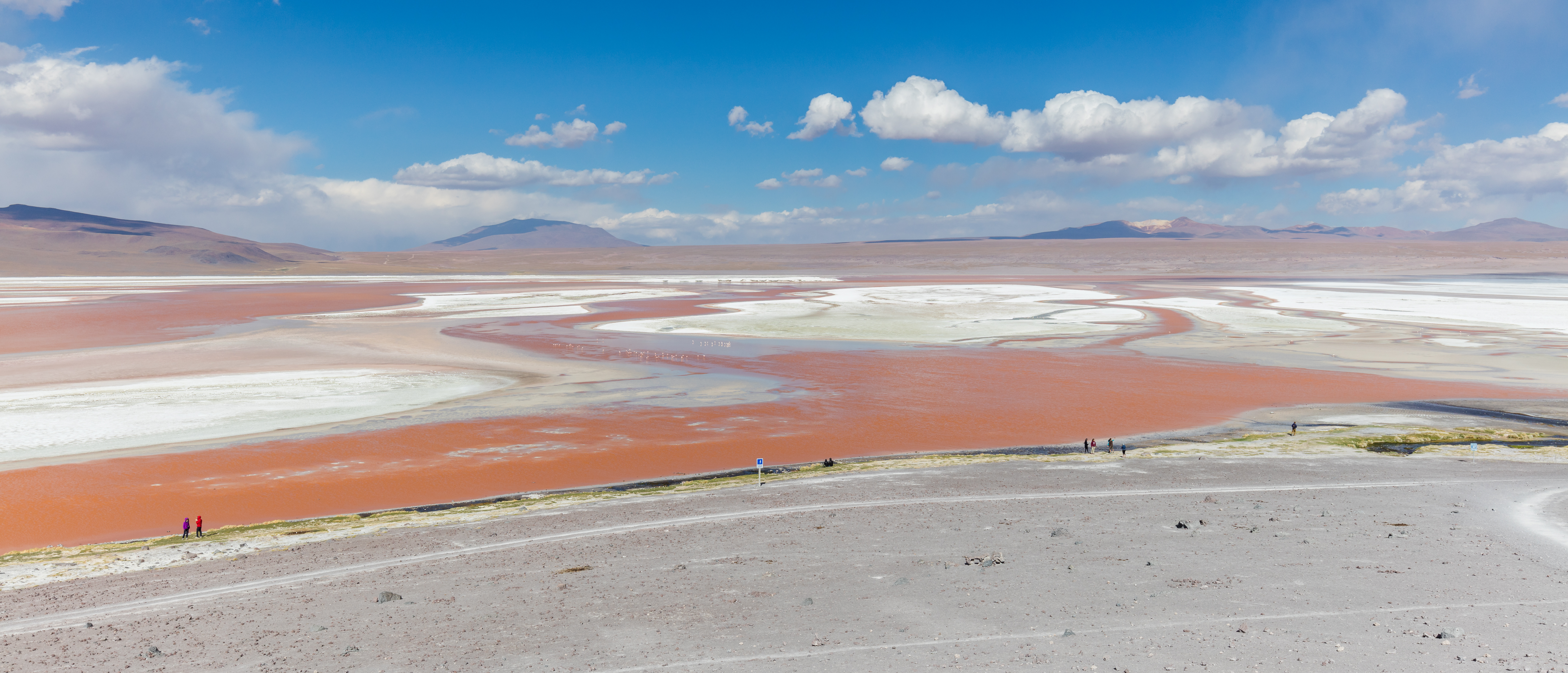
Llacuna Colorada.

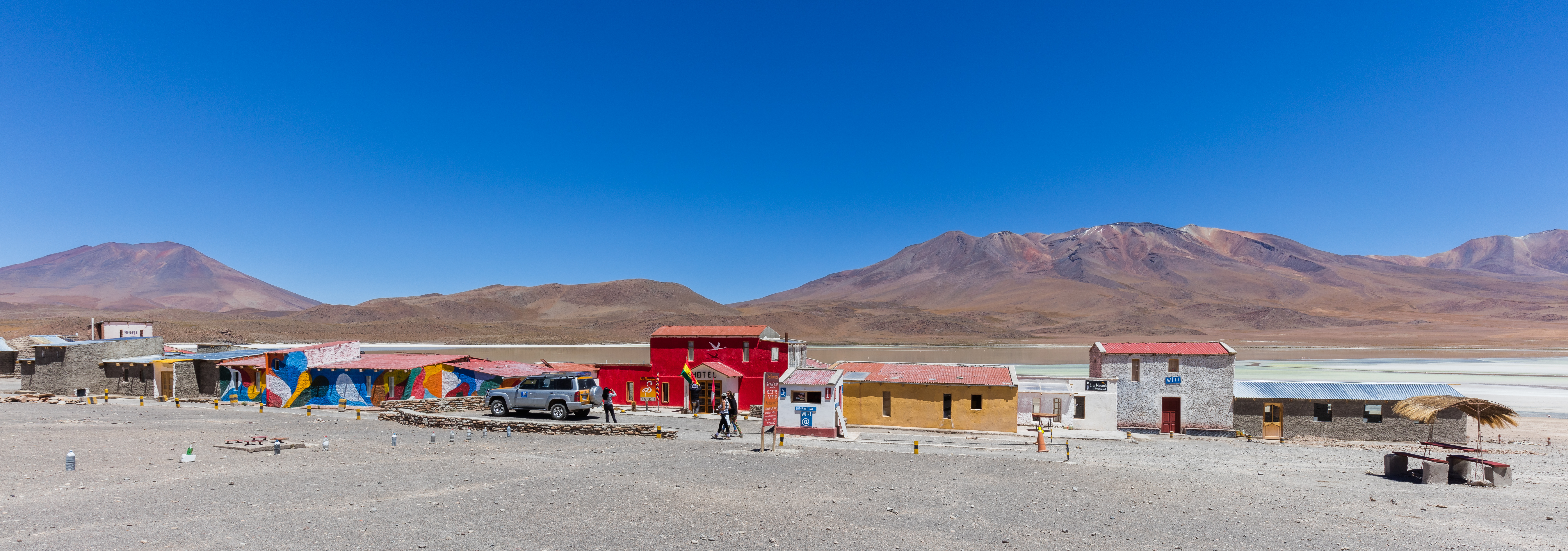
Serveis en la llacuna Hedionda.

Llacuna Profunda.

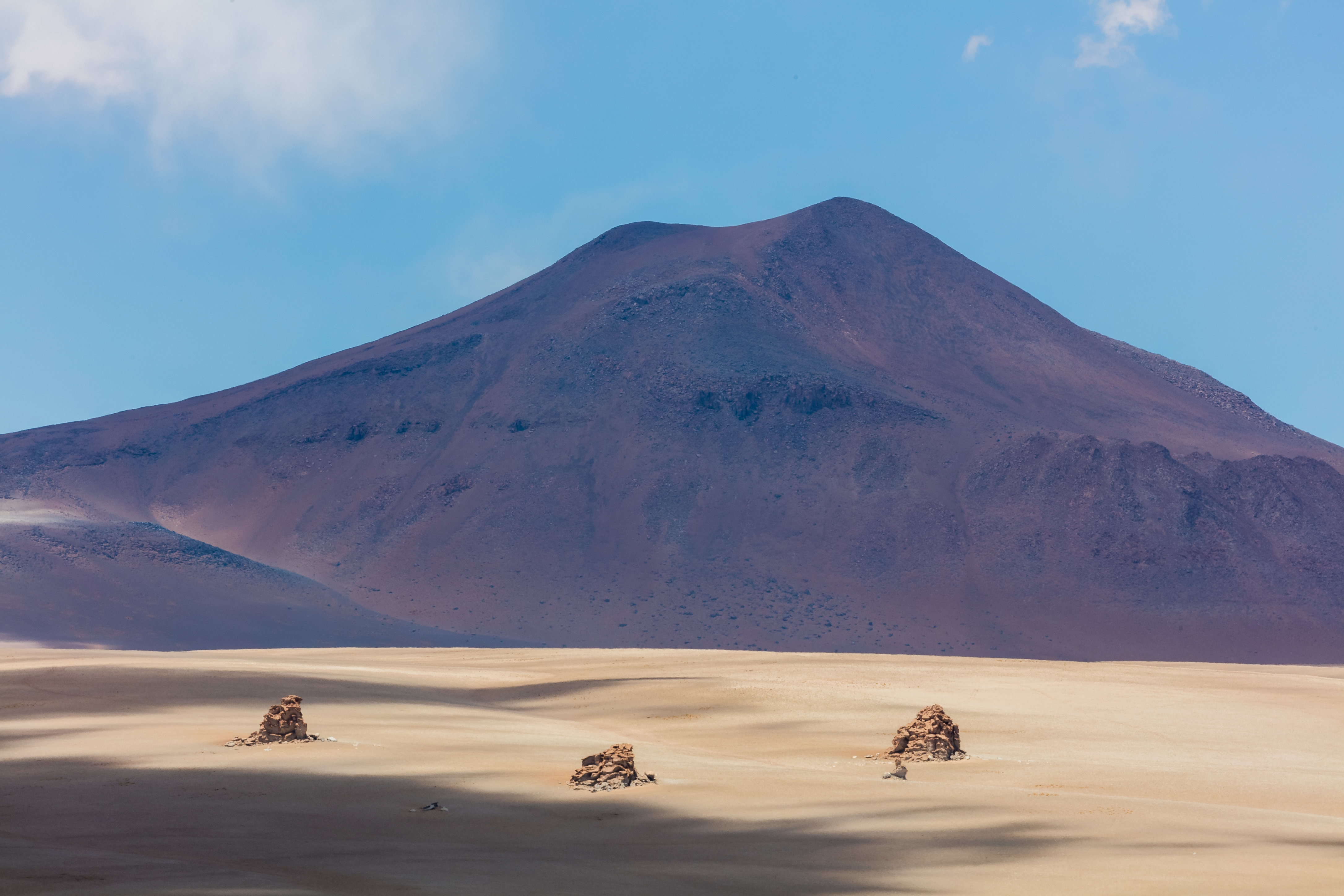
Desert de Dalí.

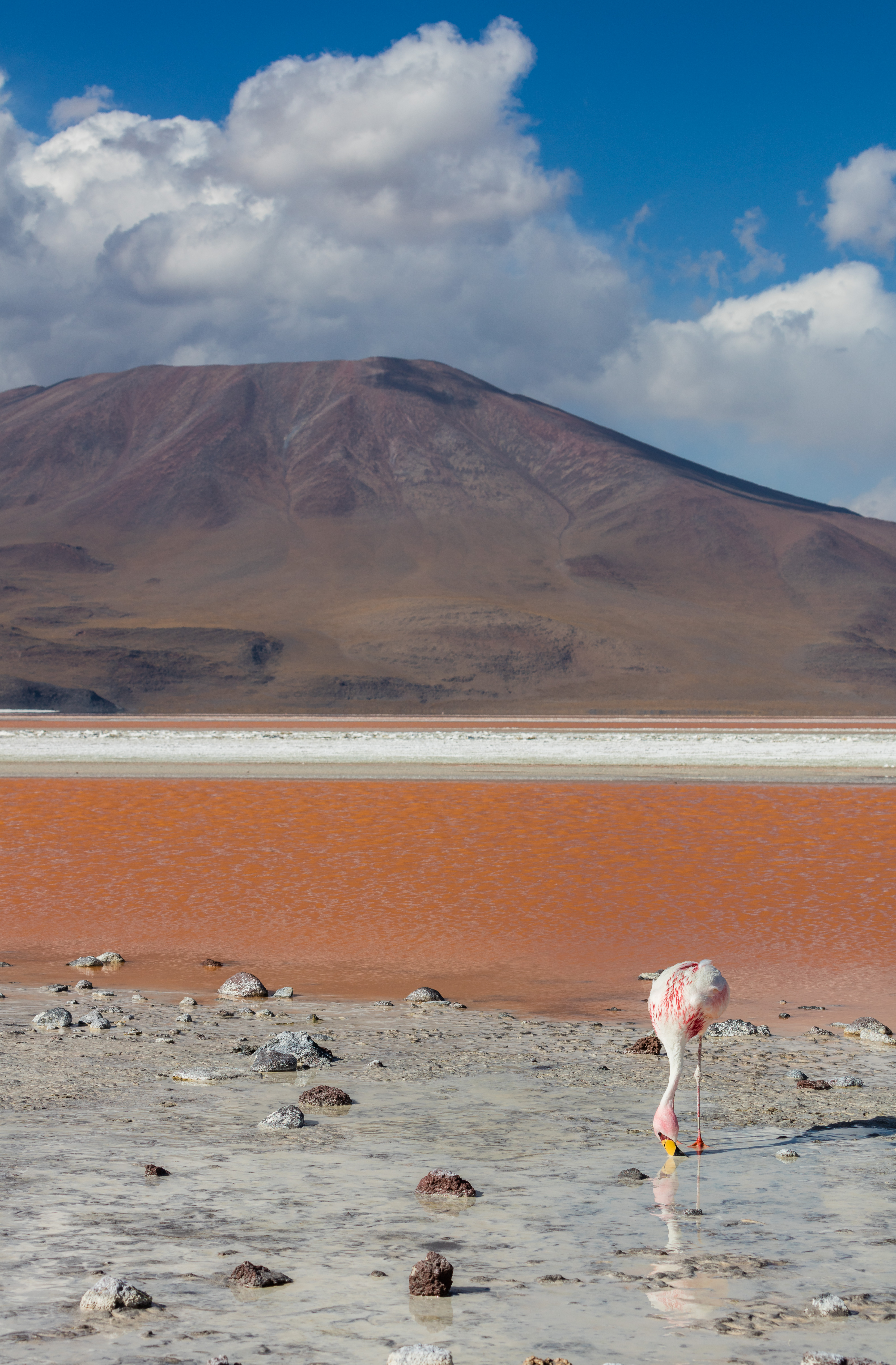
Flamenc andí (Phoenicoparrus andinus), Llacuna Colorada.

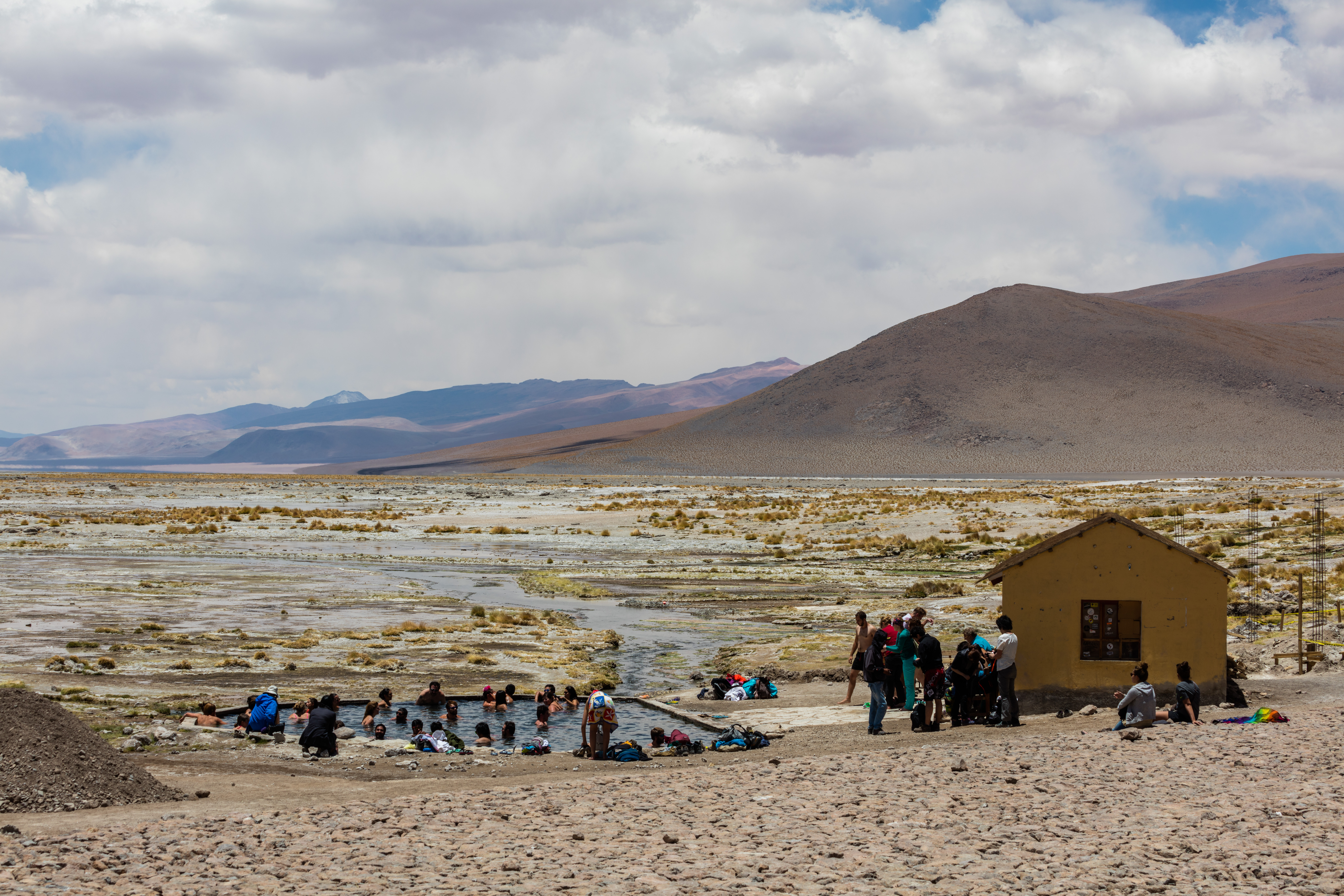
Aigües termals, Llacuna Salada.

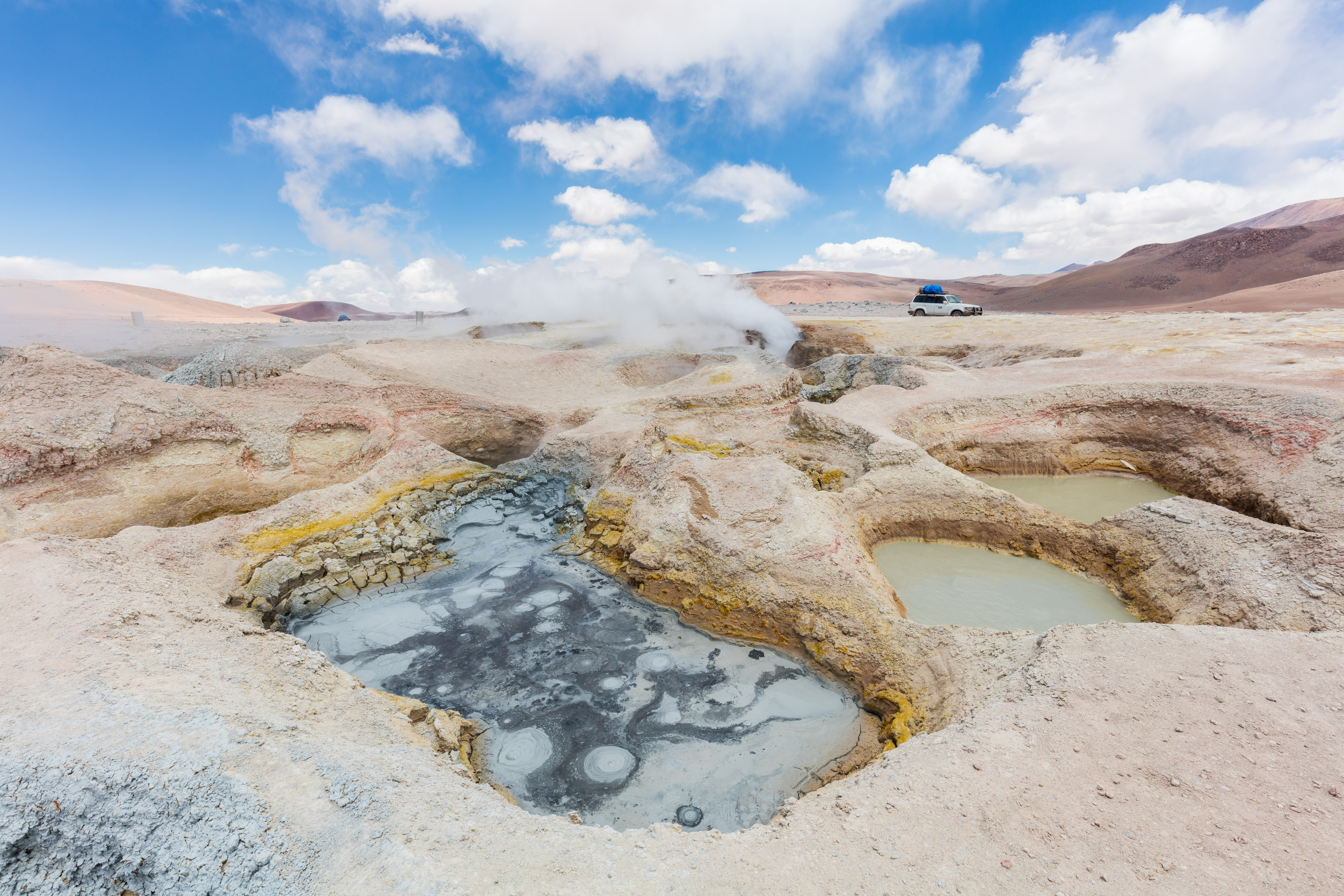
Guèisers Sol de Matí.

Amagat entre les altures de la Serralada dels Andes, en el racó més suroccidental de Bolívia, es troba la Reserva Nacional de Fauna Andina Eduardo Avaroa, l'àrea protegida més visitada del país, amb almenys 30.000 visitants a l'any.
Les muntanyes de la Reserva són les muntanyes andines més altes de la frontera de Bolívia amb Xile i l'Argentina. Estan plenes de volcans en erupció, fonts termals, guèisers fumejants i fumaroles.

## Generalitats
És l'àrea protegida més important en termes d'afluència turística del departament de Potosí, va ser creada mitjançant Decret Suprem (D.S.) de 13 de desembre de 1973 i ampliada pel D.S. de 14 de maig de 1981, té una superfície d'aproximadament 714.745 ha i es troba a una altura entre els 4.200 i 5.400 msnm.
- Clima: el clima a l'hivern (maig a agost) és sec, hi ha pluges durant l'estiu (desembre a abril). La temperatura mitjana és de 3 °C i la precipitació mitjana anual és de 65 mm. Les temperatures més baixes es registren durant els mesos de maig, juny i juliol.

## Característiques de l'àrea
La reserva està situada en una regió amb relleu irregular amb extenses planicies i altiplans flanquejats en l'oest per un cordó volcànic Serralada Occidental el major exponent de la qual és el Volcà Licancabur i per regions muntanyenques fortament plegades. L'extensa reserva culmina sobre la faldilla nord-est de l'imponent Volcà Licancabur, als dos terços d'altura d'aquest vessant a 5415 msnm, en el punt més sud-occidental de Bolívia en 22° 49' 41" de latitud sud i 67° 52' 35" de longitud oest per on passa la línia fronterera amb Xile.
Principals cims de la reserva:
- Sairecabur - 5,981 msnm, frontera amb Xile;
- Putana - 5,776 msnm;
- Volcà Licancabur - 5,916 msnm, frontera amb Xile;
- Piedras Grandes - 5,710 msnm;
- Chijilla - 5,709 msnm;
- Callejón Chico - 5,708 msnm;
- Aguas Calientes - 5,684 msnm;
- Villama - 5,678 msnm, frontera amb Argentina;
- Bravo - 5,656 msnm;
- Sanabria - 5,654 msnm;
- Loromayu - 5,641 msnm;
- Silata Chahuna - 5640 msnm;
- Juriques - 5,626, frontera amb Xile;
- Poderosa - 5,614 msnm;
- Quebrada Honda - 5,593 msnm;
- Guayagues - 5,584 msnm;
- Cahuna - 5,583 msnm;
- Huaylla Jarita - 5,578 nsnm;
- Amarillo - 5,560 msnm;
- Tres Cumbres - 5,509 msnm;
- Pabeillón - 5,498 msnm;
- Aguita Brava - 5,485 msnm;
- Baratera - 5,484 msnm;
- Bajo - 5,468 msnm, frontera amb Argentina;
- Puripica Chico - 5,464 msnm;
- Suriphuyo - 5,458 msnm;
- Panizo - 5,456 msnm;
- Tinte - 5,384 msnm, frontera amb Argentina;
- Brajma - 5,356 msnm;
- Guacha - 5,340 msnm;
- Viscachillos - 5,301 mmsnm;
- Lagunitas - 5,287 msnm;
- Michina - 5,287 msnm;
- Colorado - 5,264 msnm;
- Sandoncito - 5,252 msnm;
- Lagunitas - 5,203 msnm;
- Estrato - 5,193 msnm;
- Letrato - 5,193 msnm;
- Chicalin - 5,123 msnm;
- Cojita - 5,116 msnm;
- Zapaleri - 5,090 msnm,, frontera amb Argentina i amb Xile;
- Nelli - 5,078 msnm;
- Linzor - 5,069 msnm;
- Puntas Negras - 4,963 msnm;
- Totoral - 4,963 msnm;
- Cueva Blanca - 4,957 msnm;
- Chaco Seguro - 4,948 msnm;
- Loromita - 4,846 msnm;

## Hidrografia
A la zona es troben llacunes o miralls d'aigua com la Llacuna Verda, la Llacuna Colorida, la Llacuna Salada, propera en Salar de Chalviri, la Laguna Busch, la Laguna Hedionda, que tenen el seu origen en rius originats en els desglaços i en alguns casos en fonts.

## Flora
Existeixen almenys unes 190 espècies de plantes i arbres que creixen en un ambient extrem. Les espècies s'han adaptat a les condicions severes de salinitat, falta d'aigua dolça, temperatures baixes i escassetat de nutrients.
La vegetació està caracteritzada per la forta presència de pasturatges de gramíneas (palla brava) que en algunes planes i vessants formen semicercles. En llocs de major humitat es poden trobar plantes de Thola (tholares) i en certes fetes fallida rocoses (entre 4.300 i 3.700 msnm), la keñua associada en alguns casos a grans coixins de llareta, nom científic Azorella Compacta, la qual creix lentament 1 a 3 mm/any sobre afloraments rocosos.
Els autòctons la utilitzen com a combustible per cremar en la calefacció i la cuina.

## Fauna
La fauna es caracteritza per la presència d'espècies singulars que es van adaptar a les condicions extremes de vida de la regió, algunes d'elles en perill d'extinció.
En la reserva es troben 80 espècies d'aus de les quals les més representatives són les tres espècies de flamencs que hi habiten, també són el seu atractiu principal, aquests són el flamenc andí i el flamenc xilè i flamenc de James, també es troben, oques andines, falcons, ànecs, el ñandú petit, au semblant a l'estruç, sense capacitat de volar; a més de les espècies en perill d'extinció com el còndor andí i la keñua, les que estan protegides en la reserva.
També hi ha 23 espècies de mamífers que prosperen en la reserva entre els quals es troben: vicuñas, pumes, guineus andines, i vizcachas.

## Amenaces
La Reserva Eduardo Avaroa és una de les regions bolivianes amb major depressió des del punt de vista econòmic a causa de la seva topografia escarpada i la seva ubicació remota. La bellesa de la reserva atreu un gran nombre de turistes, no obstant això, aquest turisme es troba majorment sense regular i desorganitzat. La majoria dels 40.000 visitants que fan el llarg viatge fins a la Reserva Eduardo Avaroa cada any contemplen el parc des d'un vehicle amb tracció en les quatre rodes portats per guies turístics sense capacitació apropiada.
Aquests vehicles pertorben la vida silvestre i destrueixen paisatges sensibles. La falta de serveis contribueix a la contaminació causada per deixalles humanes, que afecta a la reserva.
La mineria i les pràctiques grangeres inadequades també plantegen problemes per als valors biològics, ecològics i històrics de l'àrea. La mineria és una indústria important al parc i les seves zones limítrofes, amb unes 61 concessions mineres actives dins dels límits de la reserva. Tant la contaminació provinent de l'abocament de les mines com l'alteració física del paisatge afecten la integritat de la Reserva.